# Fosseremus sculpturatus
Fosseremus sculpturatus är en kvalsterart som beskrevs av Sandór Mahunka 1982. Fosseremus sculpturatus ingår i släktet Fosseremus och familjen Damaeolidae. Inga underarter finns listade i Catalogue of Life.